# Sorbinezuur
Sorbinezuur is een natuurlijk voorkomend conserveermiddel. De zuivere stof komt voor als een witte vaste stof met een zachtzure smaak, die slecht oplosbaar is in water.

## Synthese
Sorbinezuur kan synthetisch bereid worden door de condensatiereactie van malonzuur met crotonaldehyde. Het kan ook bereid worden uit de nikkel-gekatalyseerde reactie van allylchloride, ethyn en koolstofmonoxide. De industrieel gebruikte methode is de reactie tussen crotonaldehyde en keteen. Jaarlijks wordt ongeveer 30.000 ton sorbinezuur geproduceerd.

## Toepassingen
De naam is afgeleid van de wetenschappelijke naam van de wilde lijsterbes: Sorbus aucuparia. De stof werd door de Duitse scheikundige August Wilhelm von Hofmann in 1859 voor het eerst aangetroffen in de onrijpe bessen van deze heester. De stof is echter niet als zodanig aanwezig, maar als een lacton (het wordt in die vorm ook wel parasorbinezuur genoemd). Pas eind jaren 40 van de 20e eeuw werd de conserverende werking van sorbinezuur en zijn zouten (die sorbaten worden genoemd) ontdekt. Natriumsorbaat en kaliumsorbaat worden vaak ingezet. Vanaf ongeveer 1960 werd sorbinezuur gebruikt als conserveermiddel in voedingsmiddelen en cosmetica. Bij producten met een pH boven de 5,8 is sorbinezuur als conserveermiddel ongeschikt.
Het E-nummer van sorbinezuur is E200, kaliumsorbaat draagt het E-nummer E202.